# 신요코하마 라멘 박물관

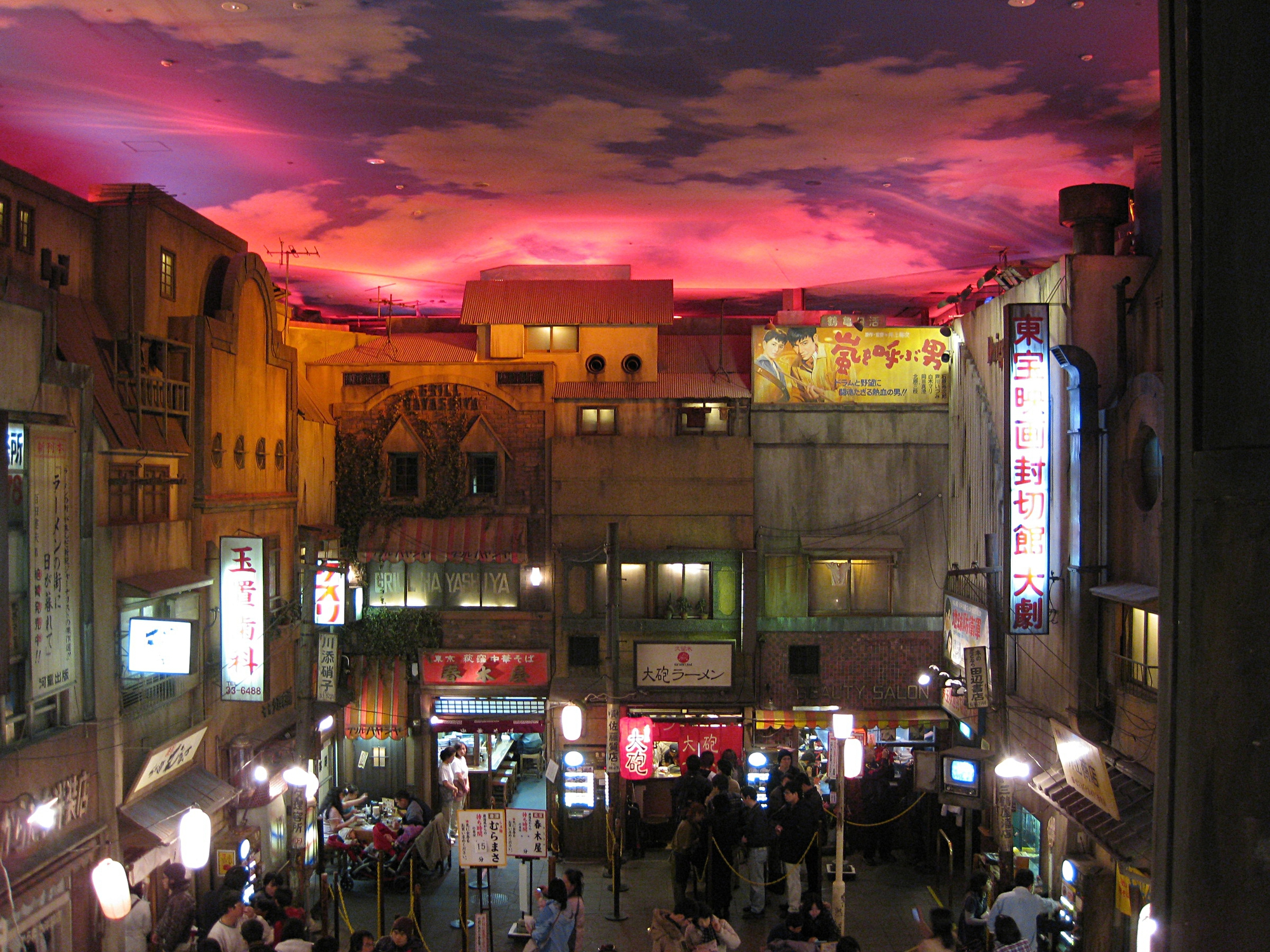
신요코하마 라멘 박물관

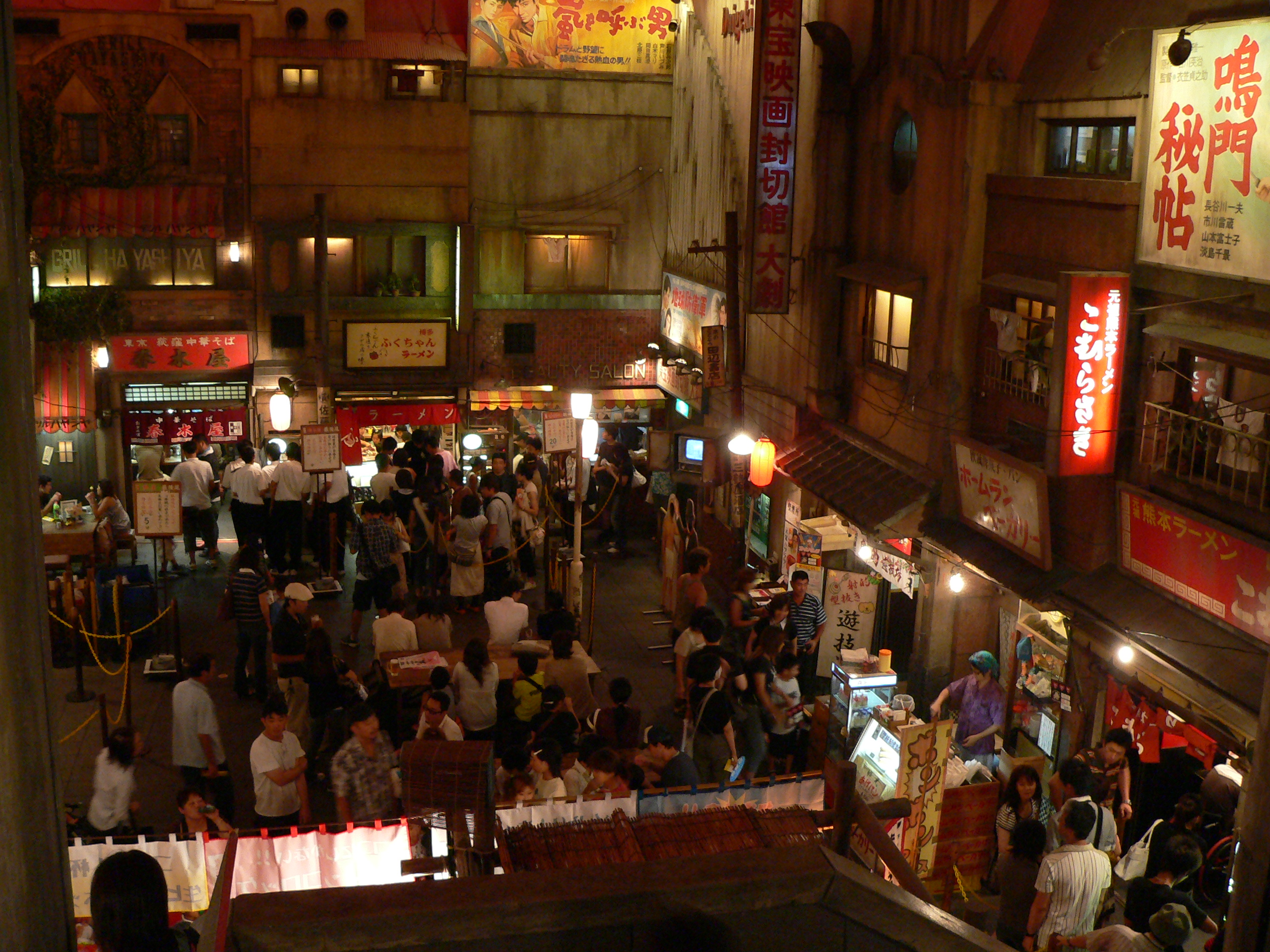
라멘 박물관 내부

신요코하마 라멘 박물관(일본어: 新横浜ラーメン博物館)은 일본 가나가와현 요코하마시 고호쿠구 신요코하마에 있는 라멘 푸드 테마파크이다. 8개의 라멘 가게들이 있어 라멘을 먹을 수 있으며, 1층 전시 갤러리에는 라멘에 관한 정보가 있다.

## 상세
1994년 3월 6일에 개관한 테마파크 박물관으로 신요코하마역 북쪽 출구에서 도보로 몇 분 거리에 위치해 . 관장은 이와오카 요지 (岩岡洋志)이다. 닛신 치킨라멘이 출시된 1958년 거리 풍경을 재현한 푸드 테마파크로서, 쇼와 시대 초창기의 나니와 거리를 재현했던 오사카 우메다 스카이 빌딩의 기미코지 (1993년 개관)와 함께 일본 전국 각지의 푸드 테마파크와 쇼핑몰 등의 가게를 엄선한 '미니 푸드 테마파크'가 탄생하는 계기가 되었다.
박물관 내부는 '비행기를 타지 않고도 전국 각지의 라멘을 먹으러 간다'는 컨셉을 가지고 가상의 동네 '츠루카메초', '렌게초', '나루토초'로 나뉘는 라면 도시로 꾸며져 있으며, 쇼와 시대의 향수가 물씬 느껴지도록 구성되어 있다. 박물관의 직원과 종업원도 '동네 주민'으로 일한다는 컨셉이다. 박물관 1층의 프롤로그실에서는 라멘에 관한 전시와 뮤지엄 샵이 있고, 지하 1,2층은 체험존으로 일본 전국 각지의 라멘을 먹을 수 있다. 박물관 개관부터 2014년까지도 영업 중인 '고무라사키'를 비롯한 상설가게 (レギュラー店) 외에도, 지역성, 개성, 화제성 등의 요소를 고려한 기간한정 가게 (期間限定店)들이 3개월에서 1년 정도 기간으로 문을 열며, 일본 전국 각지의 다채로운 라멘 문화를 접할 수 있다.
라멘 가게 외에도 박물관 지하 1층에는 막과자가게와 찻집, 군것질 가게가 있으며 지하 2층의 츠루카메 공원 (이벤트 광장)에서는 각종 이벤트는 물론 술과 가벼운 안주를 제공하는 노점도 들어서 있다.

## 박물관 시설

### 1층 프롤로그존
- 전시 갤러리
- 라멘의 전당
- 아이리스 (アイリス, 장난감차 레이싱장)
- 뮤지엄 샵
- 마이 라멘 키친

### 지하 1층 체험존
- 스미레 (すみれ, 삿포로식) 1994년 3월 ~ 2004년 10월 / 2012년 8월~
- 시나소바야 (支那そばや, 요코하마 도쓰카식) 2000년 3월~
- 2대째 겐코쓰야 (二代目 げんこつ屋, 도쿄식) 2011년 4월
- 유야케쇼텐 (夕焼け商店, 막과자류）
- 점집
- 가테코 (Kateko, 차와 스낵류) 2011년 3월~

### 지하 2층 체험실
- 류상하이 (龍上海, 야마가타 아카유）2005년 12월~
- 무구-muku-츠바이테 (無垢-muku-ツヴァイテ, 독일식）2014년 6월~
- 고무라사키 (こむらさき, 구마모토식）1994년 3월~
- 리시리라멘 미라쿠 (利尻らーめん 味楽, 홋카이도 리시리 섬) 2017년 3월~
- 유지 라멘 (YUJI RAMEN, 뉴욕 브루클린식) 2017년 3월~
- 이자카야 료지 (居酒屋りょう次) 2015년 4월~
- 류큐신멘 돈도 (琉球新麺 通堂) 2015년 11월~
- 츠루카메 공원 (鶴亀公園, 이벤트 광장）

### 2~7층, 옥상
- 주차장

## 운영
신요코하마 라멘 박물관의 영업시간은 평일과 토요일 오전 11시부터이며, 평일에는 오후 10시까지, 토요일에는 오후 10시 30분까지 연장 운영한다. 일요일과 휴일에는 오전 10시 30분부터 오후 10시까지 운영한다. 각 가게의 마지막 주문은 폐관시간 30분 전이다. 운영시간은 날짜에 따라 변경될 수 있다.
입장료는 중학생 이상이 310엔, 초등학생이 100엔, 60세 이상의 어르신도 100엔이다. 미취학 아동과 장애인 및 그 보호자는 무료이다. 뮤지엄 샵을 비롯한 모든 시설은 입장 후에 이용이 가능하다 (원래 공공장소가 거의 없는 편이다).
교통편은 다음과 같다.
- 동일본 여객철도(이하 JR동일본) 요코하마 선, 도카이 여객철도(이하 JR도카이) 도카이도 신칸센 신요코하마역 북쪽 출구에서 도보로 5분
- 요코하마 시영 지하철 블루 라인 신요코하마 역 8번출구에서 도보로 1분

2016년 3월 22일부터는 1년간 요코하마 차이나타운에 '여기서부터 도보로 약 2시간이면 신요코하마 라멘 박물관'이라는 팻말을 내걸기도 했다. 이는 걸어서 오지 않아도 좋으니까 관내지구에 있는 신요코하마에도 발길을 옮겨 달라는 의미를 담은 농담 삼아 제작된 간판이기도 하다. 여기서 약 2시간이라는 시간은 구글 맵으로 측정했을 때 거리가 9km로 나오는 것에서 산출했다고 한다.

## 같이 보기
- 컵 누들 박물관 요코하마